# Félix Cruz
Félix Cruz (4 d'abril de 1961) és un exfutbolista mexicà.

## Selecció de Mèxic
Va formar part de l'equip mexicà a la Copa del Món de 1986.